# Vilém Dostal
Vilém Dostal (12. prosince 1881, zámeček Veleslavín – 16. května 1917, Barnaul) byl český inženýr a poručík rakousko-uherské armády v první světové válce.
Narodil se jako šestý potomek Ing. Leopolda Dostala, spolumajitele a ředitele poděbradského cukrovaru a Marie, roz. Kallmüntzerové, která před sňatkem vystupovala pod jménem Horská v Prozatímním divadle. Vystudoval strojní inženýrství na C. a K. vysoké škole technické v Praze. Jako student patřil vždy k nejlepším. Pro svou statečnou, přímou a pravdymilovnou povahu měl během studií problémy. Stal se organizátorem a mluvčím skupiny studentů, kteří se vzbouřili proti jednomu z profesorů a podali na něho stížnost k děkanovi. Stížnost byla prohlášena za neoprávněnou a Vilému Dostalovi byla udělena děkanská důtka před profesorským sborem a pohrozeno vyloučením při dalším prohřešku. Zaměstnán byl v 1. českomoravské strojírně v Praze. Oženil se s Magdou Jirouskovou, se kterou měl jednu dceru. Zahynul v ruském zajetí při požáru města, když se vrátil do hořícího domu, aby zachránil starou paní, o které se domníval, že tam zůstala.
Jeho sourozenci byli:
- Adolf Bohuslav Dostal, spisovatel básník a redaktor. V první světové válce bojoval v polské armádě a v Polsku zůstal. Po přepadení Polska Německem a Sovětským svazem byl jako polský důstojník zajat a posléze popraven a pohřben v Katyňském lese.
- Olga Dostalová, nadaná herečka. Provdala se za finančníka a pozdějšího ředitele živnostenské banky JUDr. Jaroslava Preisse.
- Leopolda Dostalová, herečka Národního divadla, Vinohradského divadla a Divadla za branou v Praze. Zemřela jako 93letá. Prvním jejím manželem byl Václav Kliment, zpěvák opery ND v Praze. Po jeho smrti se provdala za sochaře Karla Dvořáka (autora sochy sv. Václava v chrámu sv. Víta, Václava a Vojtěcha, pomníku československým legionářům v Paříži, sochy prezidenta Dr. Eduarda Beneše a sousoší sv. Cyrila a Metoděje na Karlově mostě, tympanon průčelí vchodu do chrámu sv. Víta, Václava a Vojtěcha).
- Marie Dostalová, akademická malířka, žačka F. Engelmüllera. Jako mladá zemřela na tyfus.
- Karel Dostal, herec a režisér ND v Praze. Byl uznávaným režisérem děl antických autorů, W. Shakespeara a Karla Čapka.
- Ing. Václav Dostal, který padl v první světové válce jako první český důstojník cizinecké legie ve Francii dne 9. května 1915 v bitvě u Arrasu.
- Hana Dostalová, akademická malířka.